# Wutach
Wutach je řeka na jihu Německa v Bádensku-Württembersku. V úseku své jižní části tvoří hranici mezi Německem a švýcarským kantonem Schaffhausen a posléze se vlévá zprava do Rýna.

## Jméno
Wutach lze překládat jako zběsilou vodu, neboť je složeninou z německého wut znamenajícího vztek a ach, což je v oblasti běžná koncovka pro vodní toky. Pochází ze starokeltského slova pro vodu příbuzného s latinským aqua.

## Průběh toku
Wutach vzniká soutokem říček Haslachu a Gutachu nedaleko Lenzkirchu v jižní části Černého lesa. Větší z říček je Gutach, který vytéká z jezera Titisee. Největším přítokem Titisee je potok Seebach, který pramení blízko nejvyšší hory Černého lesa, Feldbergu. Pokud počítáme délku Wutachu až odtud, činí devadesát kilometrů.
V první části svého toku teče Wutach na jihovýchodovýchod. Na této části toku se nachází tři soutěsky o délce dohromady třicet kilometrů a maximální hloubce 160 metrů, které jsou dlouhodobě turistickou atrakcí. Těsně před koncem soutěsek řeka prudce mění směr z jihovýchodního na jihozápadní v ohybu zvaném koleno Wutachu (německy Wutachknie). V těchto místech je Wutach velmi blízko současnému povodí Dunaje a až do období poslední doby ledové odtud skutečně do Dunaje tekl.

## Doprava
U Wutachu vedou dvě pozoruhodné železnice. První z nich, Höllentalbahn (doslova dráha pekelného údolí), vede z Freiburgu im Breisgau do Donaueschingenu a Wutach překračuje v první ze soutěsek. Naopak na konci soutěsek vstupuje do údolí Wutachtalbahn (doslova dráha údolím Wutachu) vedoucí z Immendingenu do Lauchringenu, která pak vede souběžnou s řekou až k jejímu ústí. Četné serpentiny, kterými se železnice dostává do wutašského údolí, jí vysloužily přezdívku dráha prasečího ocásku (německy Sauschwänzlebahn).